# Wolfram Eberhard
Wolfram Eberhard (ur. 17 marca 1909 w Poczdamie, zm. 15 sierpnia 1989) – niemiecki socjolog. Zajmował się folklorem chińskim, literaturą popularną, historią Turcji, mniejszościami i lokalnymi kulturami w Chinach oraz stosunkami między Chińczykami a ludami Azji Środkowej. W 1927 r. podjął studia na Uniwersytecie Berlińskim, gdzie skupił się na klasycznym języku chińskim i antropologii społecznej. 

## Twórczość
- A History of China (1969)
- Wolfram Eberhard: Dictionary of Chinese Symbols: Hidden Symbols in Chinese Life and Thought. London-New York: Routledge, 1986. ISBN 0-415-00228-1. Brak numerów stron w książce
- Folktales of China, Wolfram Eberhard (red.), The University of Chicago Press, 1968
- Typen chinesischer Volksmarchen, Helsinki, 1937
- Volksmarchen aus Sudost-China, Sammlung Ts'ao Sung-yeh, Helsinki, 1941
- Guilt and Sin in Traditional China, 1967
- Wolfram Eberhard: Studies in Chinese Folklore and Related Essays. Indiana University Research Center, 1970. Brak numerów stron w książce